# Atlétika a 2004. évi nyári olimpiai játékokon
A 2004. évi nyári olimpiai játékokon az atlétika versenyszámait a Szpirídon Lúisz Olimpiai Stadionban rendezték meg augusztus 18. és 29. között. Kivételt képez a maratonfutás, amelyet Marathónból az 1896. évi nyári olimpiai játékok központi stadionjába, a Kallimarmaro Stadionba futottak; a gyaloglóversenyek, amelyek Athén utcáin zajlottak, és a súlylökés, amelyet az ókori Olümpia stadionjában rendeztek meg. Összességében 46 számban avattak győzteseket, melyek közül 24 férfi és 22 női versenyszám volt.
Az amerikai Crystal Coxot 2012-ben doppingolás miatt megfosztották a női 4 × 400 méteres váltóban szerzett aranyérmétől.

## Éremtáblázat
(A táblázatokban a rendező nemzet és a magyar csapat sportolói eltérő háttérszínnel, az egyes számoszlopok legmagasabb értéke vagy értékei vastagítással kiemelve.)
| A 2004. évi nyári olimpiai játékok éremtáblázata atlétikában | A 2004. évi nyári olimpiai játékok éremtáblázata atlétikában | A 2004. évi nyári olimpiai játékok éremtáblázata atlétikában | A 2004. évi nyári olimpiai játékok éremtáblázata atlétikában | A 2004. évi nyári olimpiai játékok éremtáblázata atlétikában | Olimpia  |
| ------------------------------------------------------------ | ------------------------------------------------------------ | ------------------------------------------------------------ | ------------------------------------------------------------ | ------------------------------------------------------------ | -------- |
|                                                              | Ország                                                       | Arany                                                        | Ezüst                                                        | Bronz                                                        | Összesen |
| 1.                                                           | Egyesült Államok (USA)                                       | 9                                                            | 11                                                           | 5                                                            | 25       |
| 2.                                                           | Oroszország (RUS)                                            | 6                                                            | 7                                                            | 7                                                            | 20       |
| 3.                                                           | Nagy-Britannia (GBR)                                         | 3                                                            | 0                                                            | 1                                                            | 4        |
| 4.                                                           | Svédország (SWE)                                             | 3                                                            | 0                                                            | 0                                                            | 3        |
| 5.                                                           | Etiópia (ETH)                                                | 2                                                            | 3                                                            | 2                                                            | 7        |
| 6.                                                           | Görögország (GRE)                                            | 2                                                            | 2                                                            | 1                                                            | 5        |
| 7.                                                           | Jamaica (JAM)                                                | 2                                                            | 1                                                            | 2                                                            | 5        |
| 7.                                                           | Kuba (CUB)                                                   | 2                                                            | 1                                                            | 2                                                            | 5        |
| 9.                                                           | Marokkó (MAR)                                                | 2                                                            | 1                                                            | 0                                                            | 3        |
| 10.                                                          | Olaszország (ITA)                                            | 2                                                            | 0                                                            | 1                                                            | 3        |
| 11.                                                          | Japán (JPN)                                                  | 2                                                            | 0                                                            | 0                                                            | 2        |
| 11.                                                          | Kína (CHN)                                                   | 2                                                            | 0                                                            | 0                                                            | 2        |
| 13.                                                          | Kenya (KEN)                                                  | 1                                                            | 4                                                            | 2                                                            | 7        |
| 14.                                                          | Litvánia (LTU)                                               | 1                                                            | 1                                                            | 0                                                            | 2        |
| 15.                                                          | Csehország (CZE)                                             | 1                                                            | 0                                                            | 2                                                            | 3        |
| 16.                                                          | Bahama-szigetek (BAH)                                        | 1                                                            | 0                                                            | 1                                                            | 2        |
| 16.                                                          | Lengyelország (POL)                                          | 1                                                            | 0                                                            | 1                                                            | 2        |
| 18.                                                          | Dominikai Köztársaság (DOM)                                  | 1                                                            | 0                                                            | 0                                                            | 1        |
| 18.                                                          | Fehéroroszország (BLR)                                       | 1                                                            | 0                                                            | 0                                                            | 1        |
| 18.                                                          | Kamerun (CMR)                                                | 1                                                            | 0                                                            | 0                                                            | 1        |
| 18.                                                          | Norvégia (NOR)                                               | 1                                                            | 0                                                            | 0                                                            | 1        |
|                                                              |                                                              |                                                              |                                                              |                                                              |          |
| 22.                                                          | Románia (ROU)                                                | 0                                                            | 2                                                            | 1                                                            | 3        |
| 23.                                                          | Dél-afrikai Köztársaság (RSA)                                | 0                                                            | 2                                                            | 0                                                            | 2        |
| 23.                                                          | Németország (GER)                                            | 0                                                            | 2                                                            | 0                                                            | 2        |
| 25.                                                          | Ausztrália (AUS)                                             | 0                                                            | 1                                                            | 2                                                            | 3        |
| 25.                                                          | Spanyolország (ESP)                                          | 0                                                            | 1                                                            | 2                                                            | 3        |
| 25.                                                          | Ukrajna (UKR)                                                | 0                                                            | 1                                                            | 2                                                            | 3        |
| 28.                                                          | Dánia (DEN)                                                  | 0                                                            | 1                                                            | 1                                                            | 2        |
| 28.                                                          | Portugália (POR)                                             | 0                                                            | 1                                                            | 1                                                            | 2        |
| 30.                                                          | Magyarország (HUN)                                           | 0                                                            | 1                                                            | 0                                                            | 1        |
| 30.                                                          | Lettország (LAT)                                             | 0                                                            | 1                                                            | 0                                                            | 1        |
| 30.                                                          | Mexikó (MEX)                                                 | 0                                                            | 1                                                            | 0                                                            | 1        |
|                                                              |                                                              |                                                              |                                                              |                                                              |          |
| 33.                                                          | Franciaország (FRA)                                          | 0                                                            | 0                                                            | 2                                                            | 2        |
| 33.                                                          | Nigéria (NGR)                                                | 0                                                            | 0                                                            | 2                                                            | 2        |
| 35.                                                          | Brazília (BRA)                                               | 0                                                            | 0                                                            | 1                                                            | 1        |
| 35.                                                          | Eritrea (ERI)                                                | 0                                                            | 0                                                            | 1                                                            | 1        |
| 35.                                                          | Észtország (EST)                                             | 0                                                            | 0                                                            | 1                                                            | 1        |
| 35.                                                          | Kazahsztán (KAZ)                                             | 0                                                            | 0                                                            | 1                                                            | 1        |
| 35.                                                          | Szlovénia (SLO)                                              | 0                                                            | 0                                                            | 1                                                            | 1        |
| 35.                                                          | Törökország (TUR)                                            | 0                                                            | 0                                                            | 1                                                            | 1        |
|                                                              |                                                              |                                                              |                                                              |                                                              |          |
| Összesen                                                     | Összesen                                                     | 46                                                           | 45                                                           | 46                                                           | 137      |

## Férfi számok
A férfiaknál 24 számban avattak aranyérmest, ezek közül 22 egyéni és 2 váltóverseny volt. A legtöbb aranyérmet az Egyesült Államok szerezte, hatot. Két számban is egy nemzet söpörte be az összes érmet, ez a 200 méteres síkfutás (Egyesült Államok) és a 3000 méteres akadályfutás (Kenya). Magyarország egy ezüstérmet szerzett, Kővágó Zoltán révén a diszkoszvetésben, miután az egyaránt első helyen végző diszkoszvető Fazekas Róbertet és a kalapácsvető Annus Adriánt is doppingvétség miatt kizárták a versenyből.
2012-ben az ukrán Jurij Bilonoh súlylökőt doppingvétség miatt utólag kizárták, 2013-ban a versenyszám végeredményét megváltoztatták.
A fehérorosz Ivan Cihan kalapácsvetőt doppingvétség miatt utólag kizárták, az ezüstérmét elvették de nem adták ki más versenyzőnek.

### Érmesek
| A 2004. évi nyári olimpiai játékok érmesei atlétikában | |             | |              |                                                                              |          |
| Versenyszám                                            | Arany | Arany       | Ezüst                                                                                                   | Ezüst        | Bronz                                                                        | Bronz    |
| 100 m                                                  | Justin Gatlin · Egyesült Államok (USA)                                                                                  | 9,85        | Francis Obikwelu · Portugália (POR)                                                                     | 9,86 AR      | Maurice Greene · Egyesült Államok (USA)                                      | 9,87     |
| 200 m                                                  | Shawn Crawford · Egyesült Államok (USA)                                                                                 | 19,79       | Bernard Williams · Egyesült Államok (USA)                                                               | 20,01        | Justin Gatlin · Egyesült Államok (USA)                                       | 20,03    |
| 400 m                                                  | Jeremy Wariner · Egyesült Államok (USA)                                                                                 | 44,00       | Otis Harris · Egyesült Államok (USA)                                                                    | 44,16        | Derrick Brew · Egyesült Államok (USA)                                        | 44,42    |
| 800 m                                                  | Jurij Borzakovszkij · Oroszország (RUS)                                                                                 | 1:44,45     | Mbulaeni Mulaudzi · Dél-afrikai Köztársaság (RSA)                                                       | 1:44,61      | Wilson Kipketer · Dánia (DEN)                                                | 1:44,65  |
| 1500 m                                                 | Hisám el-Gerúzs · Marokkó (MAR)                                                                                         | 3:34,18     | Bernard Lagat · Kenya (KEN)                                                                             | 3:34,30      | Rui Silva · Portugália (POR)                                                 | 3:34,68  |
| 5000 m                                                 | Hisám el-Gerúzs · Marokkó (MAR)                                                                                         | 13:14,39    | Kenenisa Bekele · Etiópia (ETH)                                                                         | 13:14,59     | Eliud Kipchoge · Kenya (KEN)                                                 | 13:15,10 |
| 10 000 m                                               | Kenenisa Bekele · Etiópia (ETH)                                                                                         | 27:05,10 OR | Sileshi Sihine · Etiópia (ETH)                                                                          | 27:09,39     | Zersenay Tadese · Eritrea (ERI)                                              | 27:22,57 |
| 110 m gát                                              | Liu Hsziang (Liu Xiang) · Kína (CHN)                                                                                    | 12,91 VR    | Terrence Trammell · Egyesült Államok (USA)                                                              | 13,18        | Anier García · Kuba (CUB)                                                    | 13,20    |
| 400 m gát                                              | Félix Sánchez · Dominikai Köztársaság (DOM)                                                                             | 47,63       | Danny McFarlane · Jamaica (JAM)                                                                         | 48,11        | Naman Keïta · Franciaország (FRA)                                            | 48,26    |
| 3000 m akadály                                         | Ezekiel Kemboi · Kenya (KEN)                                                                                            | 8:05,81     | Brimin Kipruto · Kenya (KEN)                                                                            | 8:06,11      | Paul Kipsiele Koech · Kenya (KEN)                                            | 8:06,64  |
| 4 × 100 m váltó                                        | Nagy-Britannia (GBR) · Jason Gardener · Darren Campbell · Marlon Devonish · Mark Lewis-Francis                          | 38,07       | Egyesült Államok (USA) · Shawn Crawford · Justin Gatlin · Coby Miller · Maurice Greene · Darvis Patton* | 38,08        | Nigéria (NGR) · Olusoji Fasuba · Uchenna Emedolu · Aaron Egbele · Deji Aliu  | 38,23    |
| 4 × 400 m váltó                                        | Egyesült Államok (USA) · Otis Harris · Derrick Brew · Jeremy Wariner · Darold Williamson · Kelly Willie* · Andrew Rock* | 2:55,91     | Ausztrália (AUS) · John Steffensen · Mark Ormrod · Patrick Dwyer · Clinton Hill                         | 3:00,60      | Nigéria (NGR) · James Godday · Musa Audu · Saul Weigopwa · Enefiok Udo-Obong | 3:00,90  |
| Maraton                                                | Stefano Baldini · Olaszország (ITA)                                                                                     | 2:10:55     | Mebrahtom Keflezighi · Egyesült Államok (USA)                                                           | 2:11:29      | Vanderlei de Lima · Brazília (BRA)                                           | 2:12:11  |
| 20 km gyaloglás                                        | Ivano Brugnetti · Olaszország (ITA)                                                                                     | 1:19:40     | Francisco Javier Fernández · Spanyolország (ESP)                                                        | 1:19:45      | Nathan Deakes · Ausztrália (AUS)                                             | 1:20:02  |
| 50 km gyaloglás                                        | Robert Korzeniowski · Lengyelország (POL)                                                                               | 3:38:46     | Gyenyisz Nyizsegorodov · Oroszország (RUS)                                                              | 3:42:50      | Alekszej Vojevogyin · Oroszország (RUS)                                      | 3:43:34  |
| Magasugrás                                             | Stefan Holm · Svédország (SWE)                                                                                          | 2,36 m      | Matt Hemingway · Egyesült Államok (USA)                                                                 | 2,34 m       | Jaroslav Bába · Csehország (CZE)                                             | 2,34 m   |
| Rúdugrás                                               | Tim Mack · Egyesült Államok (USA)                                                                                       | 5,95 m OR   | Toby Stevenson · Egyesült Államok (USA)                                                                 | 5,90 m       | Giuseppe Gibilisco · Olaszország (ITA)                                       | 5,85 m   |
| Távolugrás                                             | Dwight Phillips · Egyesült Államok (USA)                                                                                | 8,59 m      | John Moffitt · Egyesült Államok (USA)                                                                   | 8,47 m       | Joan Lino Martínez · Spanyolország (ESP)                                     | 8,32 m   |
| Hármasugrás                                            | Christian Olsson · Svédország (SWE)                                                                                     | 17,79 m     | Marian Oprea · Románia (ROU)                                                                            | 17,55 m      | Danyil Burkenya · Oroszország (RUS)                                          | 17,48 m  |
| Súlylökés                                              | Adam Nelson · Egyesült Államok (USA)                                                                                    | 21,16 m     | Joachim Olsen · Dánia (DEN)                                                                             | 21,07 m      | Manuel Martínez · Spanyolország (ESP)                                        | 20,84 m  |
| Diszkoszvetés                                          | Virgilijus Alekna · Litvánia (LTU)                                                                                      | 69,89 m OR  | Kővágó Zoltán · Magyarország (HUN)                                                                      | 67,04 m      | Aleksander Tammert · Észtország (EST)                                        | 66,66 m  |
| Kalapácsvetés                                          | Murofusi Kódzsi · Japán (JPN)                                                                                           | 82,91 m     | Nem adták ki                                                                                            | Nem adták ki | Eşref Apak · Törökország (TUR)                                               | 79,51 m  |
| Gerelyhajítás                                          | Andreas Thorkildsen · Norvégia (NOR)                                                                                    | 86,50 m     | Vadims Vasiļevskis · Lettország (LAT)                                                                   | 84,95 m      | Szergej Makarov · Oroszország (RUS)                                          | 84,84 m  |
| Tízpróba                                               | Roman Šebrle · Csehország (CZE)                                                                                         | 8893 OR     | Bryan Clay · Egyesült Államok (USA)                                                                     | 8820         | Dmitrij Karpov · Kazahsztán (KAZ)                                            | 8725     |

* – a versenyző az előfutamok során szerepelt, de a döntőben nem

## Női számok
A nőknél 22 számban avattak aranyérmest, ezek közül 20 egyéni és 2 váltóverseny volt. A férfiakhoz képest hiányzott a 3000 méteres akadályfutás és az 50 kilométeres gyaloglás. A legtöbb aranyérmet Oroszország szerezte, ötöt. Egy számban egy nemzet söpörte be az összes érmet, ez a távolugrás (Oroszország).

### Érmesek
| A 2004. évi nyári olimpiai játékok érmesei női atlétikában | |            | |          | |          |
| Versenyszám                                                | Arany | Arany      | Ezüst | Ezüst    | Bronz                                                                                              | Bronz    |
| 100 m                                                      | Julija Nyeszcjarenka · Fehéroroszország (BLR)                                                                        | 10,93      | Lauryn Williams · Egyesült Államok (USA)                                                                                          | 10,96    | Veronica Campbell · Jamaica (JAM)                                                                  | 10,97    |
| 200 m                                                      | Veronica Campbell · Jamaica (JAM)                                                                                    | 22,05      | Allyson Felix · Egyesült Államok (USA)                                                                                            | 22,18    | Debbie Ferguson · Bahama-szigetek (BAH)                                                            | 22,30    |
| 400 m                                                      | Tonique Williams · Bahama-szigetek (BAH)                                                                             | 49,41      | Ana Guevara · Mexikó (MEX) | 49,56    | Natalja Antyuh · Oroszország (RUS)                                                                 | 49,89    |
| 800 m                                                      | Kelly Holmes · Nagy-Britannia (GBR)                                                                                  | 1:56,38    | Haszna Benhasszi · Marokkó (MAR)                                                                                                  | 1:56,43  | Jolanda Čeplak · Szlovénia (SLO)                                                                   | 1:56,43  |
| 1500 m                                                     | Kelly Holmes · Nagy-Britannia (GBR)                                                                                  | 3:57,90    | Tatyjana Tomasova · Oroszország (RUS)                                                                                             | 3:58,12  | Maria Cioncan · Románia (ROU)                                                                      | 3:58,39  |
| 5000 m                                                     | Meseret Defar · Etiópia (ETH)                                                                                        | 14:45,65   | Isabella Ochichi · Kenya (KEN) | 14:48,19 | Tirunesh Dibaba · Etiópia (ETH)                                                                    | 14:51,83 |
| 10 000 m                                                   | Hszing Huj-na (Xing Huina) · Kína (CHN)                                                                              | 30:24,36   | Ejagayehu Dibaba · Etiópia (ETH)                                                                                                  | 30:24,98 | Derartu Tulu · Etiópia (ETH)                                                                       | 30:26,42 |
| 100 m gátfutás                                             | Joanna Hayes · Egyesült Államok (USA)                                                                                | 12,37 OR   | Olena Ovcsarova-Kraszovszka · Ukrajna (UKR)                                                                                       | 12,45    | Melissa Morrison · Egyesült Államok (USA)                                                          | 12,56    |
| 400 m gát                                                  | Faní Halkiá · Görögország (GRE)                                                                                      | 52,82      | Ionela Târlea · Románia (ROU) | 53,38    | Tetyana Terescsuk-Antipova · Ukrajna (UKR)                                                         | 53,44    |
| 4 × 100 m váltó                                            | Jamaica (JAM) · Aleen Bailey · Veronica Campbell · Tayna Lawrence · Beverly McDonald · Sherone Simpson               | 41,73      | Oroszország (RUS) · Olga Fjodorova · Irina Habarova · Larisza Kruglova · Julija Tabakova                                          | 42,27    | Franciaország (FRA) · Christine Arron · Sylviane Félix · Muriel Hurtis · Véronique Mang            | 42,54    |
| 4 × 400 m váltó                                            | Egyesült Államok (USA) · Monique Henderson · Monique Hennagan · Sanya Richards · Moushaumi Robinson · DeeDee Trotter | 3:19,01    | Oroszország (RUS) · Natalja Antyuh · Tatyjana Firova · Natalja Ivanova · Oleszja Krasznomovec · Natalja Nazarova · Oleszja Zikina | 3:20,16  | Jamaica (JAM) · Michelle Burgher · Nadia Davy · Sandie Richards · Ronetta Smith · Novlene Williams | 3:22,00  |
| Maraton                                                    | Nogucsi Mizuki · Japán (JPN)                                                                                         | 2:26:20    | Catherine Ndereba · Kenya (KEN)                                                                                                   | 2:26:32  | Deena Drossin-Kastor · Egyesült Államok (USA)                                                      | 2:26:32  |
| 20 km gyaloglás                                            | Athanaszía Cumeléka · Görögország (GRE)                                                                              | 1:29:12    | Olimpiada Ivanova · Oroszország (RUS)                                                                                             | 1:29:16  | Jane Saville · Ausztrália (AUS)                                                                    | 1:29:25  |
| Magasugrás                                                 | Jelena Szleszarenko · Oroszország (RUS)                                                                              | 2,06 m OR  | Hestrie Cloete · Dél-afrikai Köztársaság (RSA)                                                                                    | 2,02 m   | Viktorija Sztyopina · Ukrajna (UKR)                                                                | 2,02 m   |
| Rúdugrás                                                   | Jelena Iszinbajeva · Oroszország (RUS)                                                                               | 4,91 m VR  | Szvetlana Feofanova · Oroszország (RUS)                                                                                           | 4,75 m   | Anna Rogowska · Lengyelország (POL)                                                                | 4,70 m   |
| Távolugrás                                                 | Tatyjana Lebegyeva · Oroszország (RUS)                                                                               | 7,07 m     | Irina Szimagina · Oroszország (RUS)                                                                                               | 7,05 m   | Tatyjana Kotova · Oroszország (RUS)                                                                | 7,05 m   |
| Hármasugrás                                                | Françoise Mbango Etone · Kamerun (CMR)                                                                               | 15,30 m    | Hriszopijí Devedzí · Görögország (GRE)                                                                                            | 15,25 m  | Tatyjana Lebegyeva · Oroszország (RUS)                                                             | 15,14 m  |
| Súlylökés                                                  | Yumileidi Cumbá · Kuba (CUB)                                                                                         | 19,59 m    | Nadine Kleinert · Németország (GER)                                                                                               | 19,55 m  | Szvetlana Kriveljova · Oroszország (RUS)                                                           | 19,49 m  |
| Diszkoszvetés                                              | Natalja Szadova · Oroszország (RUS)                                                                                  | 67,02 m    | Anasztaszía Keleszídu · Görögország (GRE)                                                                                         | 66,68 m  | Věra Pospíšilová-Cechlová · Csehország (CZE)                                                       | 66,08 m  |
| Kalapácsvetés                                              | Olga Kuzenkova · Oroszország (RUS)                                                                                   | 75,02 m OR | Yipsi Moreno · Kuba (CUB) | 73,36 m  | Yunaika Crawford · Kuba (CUB)                                                                      | 73,16 m  |
| Gerelyhajítás                                              | Osleidys Menéndez · Kuba (CUB)                                                                                       | 71,53 m OR | Steffi Nerius · Németország (GER)                                                                                                 | 65,82 m  | Mirela Manjani · Görögország (GRE)                                                                 | 64,29 m  |
| Hétpróba                                                   | Carolina Klüft · Svédország (SWE)                                                                                    | 6952       | Austra Skujytė · Litvánia (LTU)                                                                                                   | 6435     | Kelly Sotherton · Nagy-Britannia (GBR)                                                             | 6424     |